# David Díaz (Boxer)
David Díaz (* 7. Juni 1976 in Chicago) ist ein ehemaliger US-amerikanischer Profiboxer. Er war von Februar 2007 bis Juni 2008 Weltmeister der WBC im Leichtgewicht und nahm als Amateur im Halbweltergewicht an den Olympischen Sommerspielen 1996 teil.

## Amateurkarriere
David Díaz gewann 175 von 191 Amateurkämpfen und war National Golden Gloves Champion der Jahre 1993, 1994 und 1996, sowie Gewinner der Olympic Trials 1996 in Oakland.
Er war damit für die Olympischen Sommerspiele 1996 in Atlanta qualifiziert und siegte in der Vorrunde gegen Jacobo Garcia, ehe er im Achtelfinale gegen den späteren Silbermedaillengewinner Oktay Urkal ausschied.

## Profikarriere
Díaz gab noch 1996 sein Profidebüt und gewann 31 seiner ersten 33 Kämpfe, darunter gegen Emanuel Augustus, Ener Julio und Juan Pérez. Zudem erreichte er ein Unentschieden gegen Ramaz Paliani und eine Niederlage gegen Kendall Holt. Er konnte daraufhin am 12. August 2006 um die WBC-Interimsweltmeisterschaft im Leichtgewicht boxen und siegte durch TKO in der zehnten Runde gegen José Cruz. Im Februar 2007 wurde er zum regulären WBC-Weltmeister erklärt und gewann seine erste Titelverteidigung am 4. August 2007 einstimmig nach Punkten gegen Erik Morales.
Seine zweite Titelverteidigung verlor er am 28. Juni 2008 durch TKO in der neunten Runde gegen Manny Pacquiao. Nach einem folgenden Sieg gegen Jesus Chavez konnte er am 13. März 2010 erneut um den nun vakanten WBC-Leichtgewichtstitel boxen, verlor den Kampf jedoch einstimmig nach Punkten gegen Humberto Soto.
Nach einer K.-o.-Niederlage gegen Henry Lundy am 19. August 2011 beendete er seine Karriere.
| Vorgänger      | Amt                                                                   | Nachfolger     |
| -------------- | --------------------------------------------------------------------- | -------------- |
| Joel Casamayor | Boxweltmeister im Leichtgewicht (WBC) 1. Februar 2007 – 28. Juni 2008 | Manny Pacquiao |